# Hoste (química)

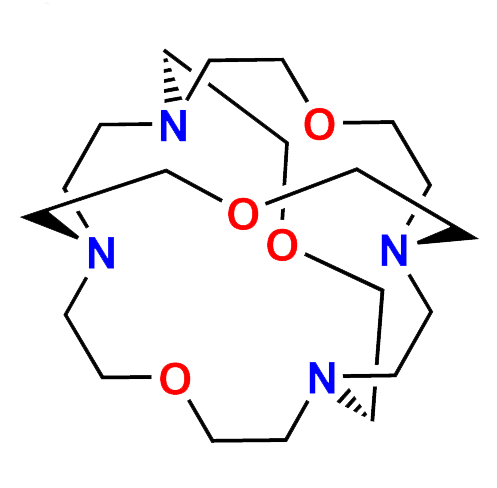
Un esferand és una molècula hoste.

Un hoste (o amfitrió) és una entitat molecular que forma complexos amb espècies químiques més petites, dites convidats, orgàniques o inorgàniques, o una espècie química que pot acollir convidats dins de les cavitats de la seva estructura cristal·lina. Les atraccions hoste-convidat són forces diferents dels enllaços covalents, com ara atraccions ió-dipol entre heteroàtoms i cations, enllaços per pont d'hidrogen, forces de van der Waals i interaccions hidrofòbiques.
Hi ha diferents tipus de molècules hostes segons la seva estructura: calixarens, carcerands, cavitands, ciclodextrines, clatrats, criptands, criptofans, cucurbiturils, esferands, etc. Alguns només formen una cavitat que envolta parcialment la molècula convidat, com ara els calixarens o els criptands; mentre que altres les envolten completament, com els carcerands, els criptofans, els cucurbiturils o els esferands. En la majoria de casos la molècula convidat està en equilibri dinàmic en estat lliure o dins l'hoste. Tanmateix, alguns hostes envolten la molècula convidat de forma molt efectiva i impedeixin que surti a l'exterior. És el cas dels carcerands.